# Golfo di Finlandia
Il golfo di Finlandia (in finlandese Suomenlahti; in estone Soome laht; in russo Фи́нский зали́в?, Fínskij zalív; in svedese Finska viken) è un'insenatura situata nella parte orientale del mar Baltico. Bagna le coste meridionali della Finlandia a Nord, dell'Estonia a sud e raggiunge ad est la foce della Neva, presso la città di San Pietroburgo in Russia.

## Descrizione
Il golfo ha una lunghezza di circa 400 km dal suo limite occidentale fino alla foce della Neva, ed una larghezza compresa tra i 50 km (nei pressi di Tallinn) e 130 km. La sua superficie è di circa 30000 km²; la profondità media è di 38 m. Essa aumenta verso l'imboccatura del golfo, in prossimità delle coste estoni, dove si raggiunge una profondità di 115 m. Il golfo contiene principalmente acqua salmastra, e la sua bassa salinità, dovuta soprattutto al grande afflusso di acqua dolce dai fiumi che vi confluiscono, permette il congelamento quasi totale della superficie marina nel periodo invernale.

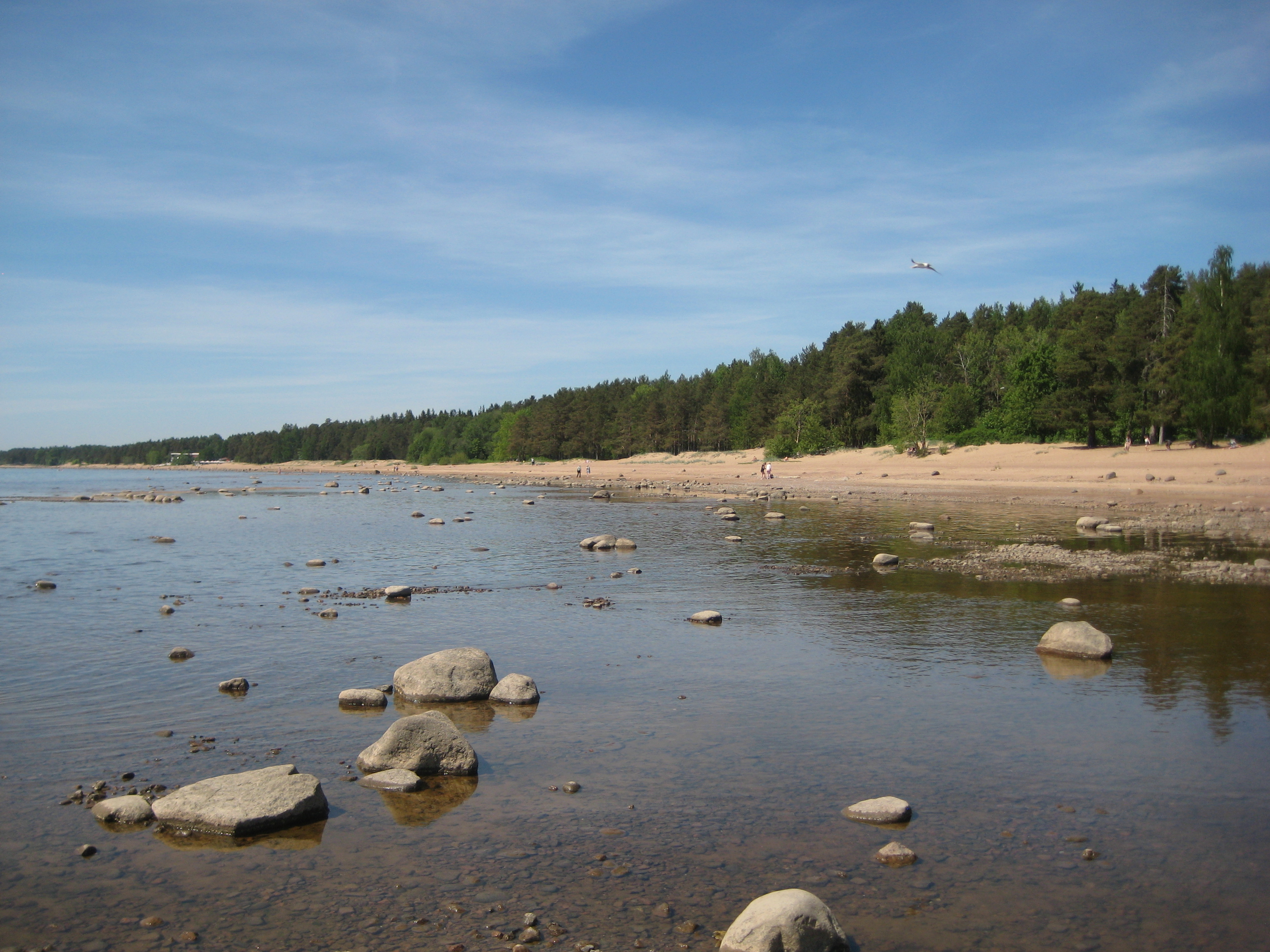
Costa nei pressi di Komarovo

La costa settentrionale del golfo si presenta frastagliata, con numerose isole, baie e insenature. La costa meridionale è più uniforme, e percorsa da una scarpata detta Klint baltico. La zona orientale è caratterizzata dalla presenza di bassifondi sabbiosi, e termina nella baia della Neva. L'insenatura più grande sulla costa settentrionale è la baia di Vyborg, mentre su quella meridionale è il golfo della Narva.
Le isole sono per la maggior parte scarsamente abitate e di piccole dimensioni, fatta eccezione per Kotlin, nell'area di San Pietroburgo, con 43 000 abitanti, ed alcune isole della città di Helsinki. Le isole più importanti per dimensioni sono Naissaar, le isole Pakri e Prangli, appartenenti all'Estonia, Kirkonmaa e Kuutsalo in Finlandia, Gogland, Moščnyj, Malyj Vysockij, Seskar e Bol'šoj Tjuters in Russia.

### Confine con il mar Baltico centrale
La convenzione dell'Organizzazione idrografica internazionale pone il limite tra il golfo di Finlandia ed il resto del mar Baltico in una linea immaginaria che collega il promontorio di Spithami (Põõsaspea), in Estonia, con l'estremità meridionale della penisola di Hanko, in Finlandia, passando attraverso l'isola estone di Osmussaar.

## Città
Le principali città costiere:
- Espoo
- Hamina
- Hanko
- Helsinki
- Kirkkonummi
- Kohtla-Järve
- Kotka
- Kronstadt
- Loviisa
- Maardu
- Paldiski
- Porvoo
- San Pietroburgo
- Sillamäe
- Sosnovy Bor
- Tallinn
- Vantaa
- Vyborg

## Economia

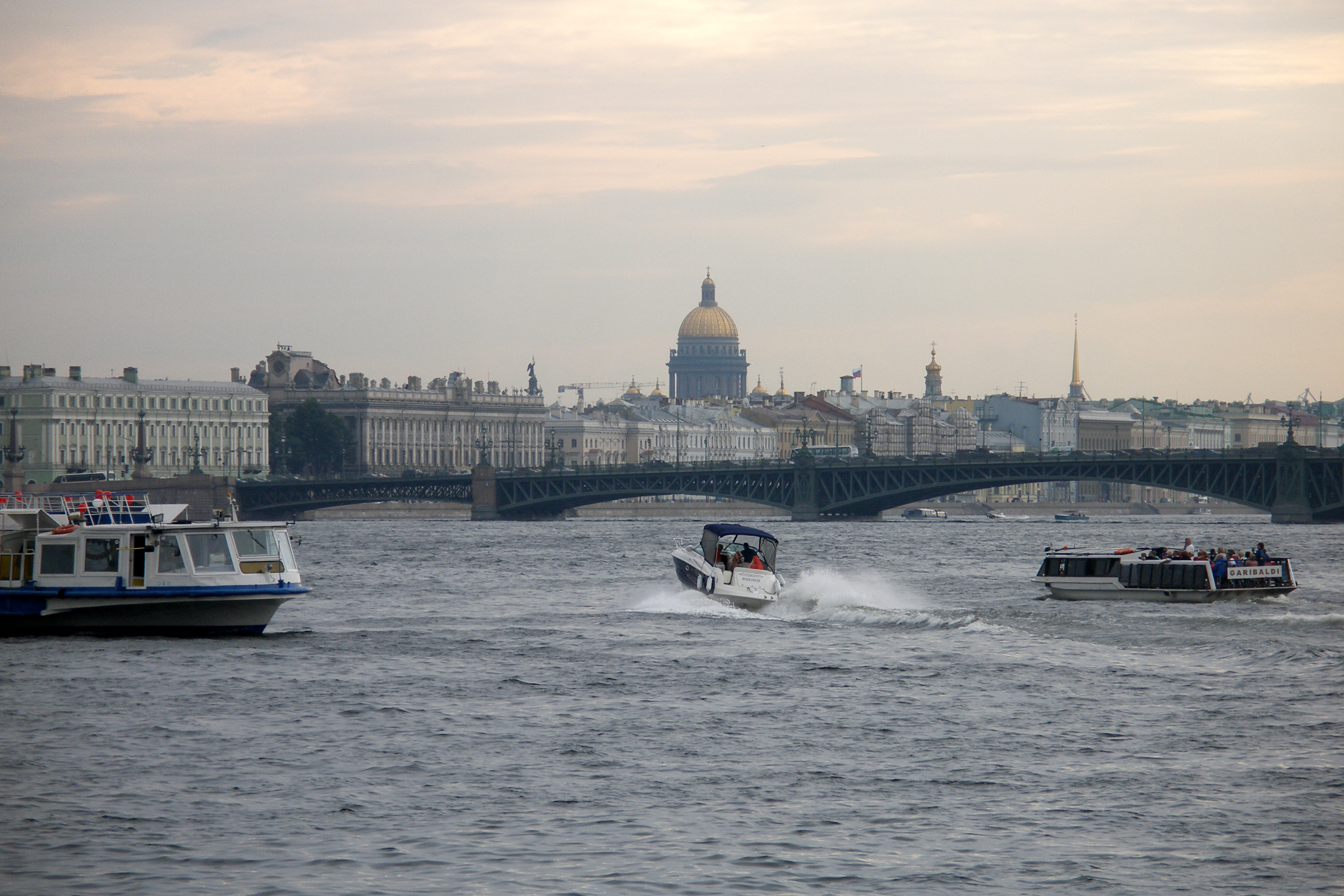
San Pietroburgo

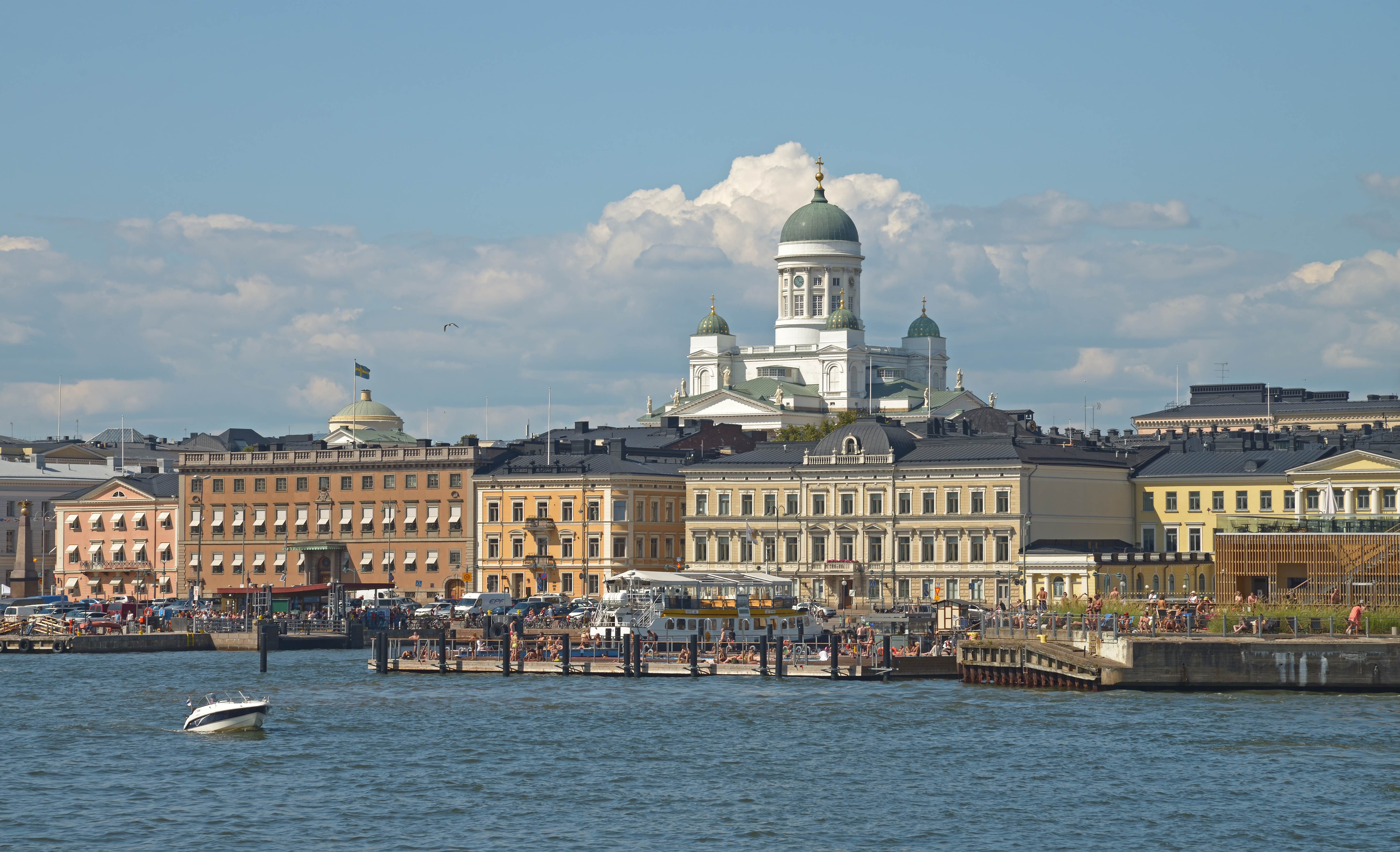
Helsinki

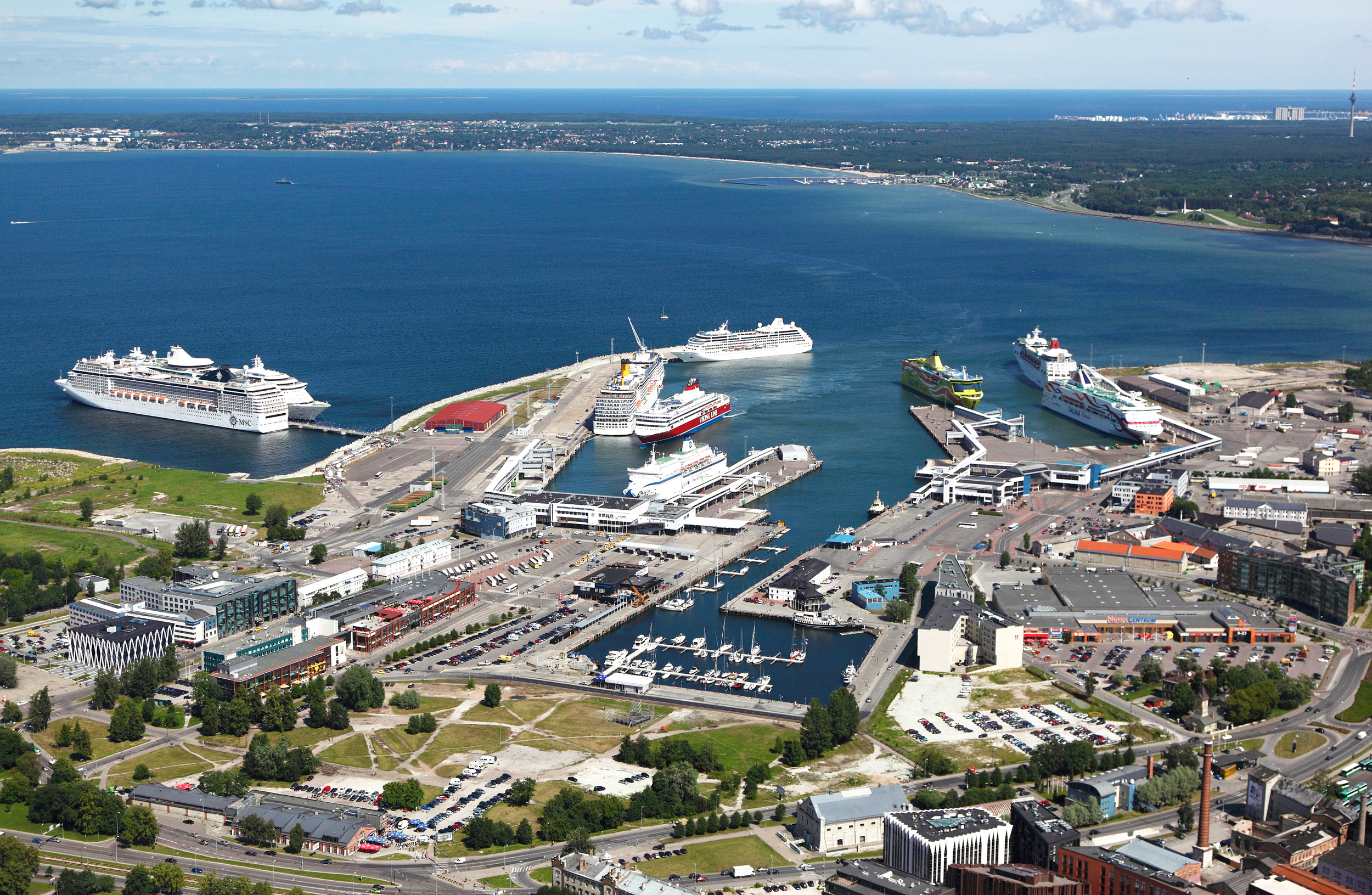
Porto di Tallinn

### Traffico marittimo
Il trasporto marittimo commerciale è un'attività dominante del Golfo, e le sue coste ospitano importanti città portuali. Il Golfo di Finlandia è anche una via d'accesso ai canali Volga-Baltico e Mar Bianco-Mar Baltico. Vi transitano importanti materie prime, tra le quali l'apatite dalla penisola di Kola, granito e rocce verdi dalla Carelia, legname dagli Oblast' di Arcangelo e Vologda, metalli ferrosi da Čerepovec, carbone dal Donbass e dal Kuzbass, pirite dagli Urali, cloruro di potassio da Solikamsk, petrolio dalla regione del Volga e cereali da diverse regioni della Russia.
| Paese     | Porto               | Tipo di merci                              |
| --------- | ------------------- | ------------------------------------------ |
| Russia    | San Pietroburgo     | Tutti                                      |
| Russia    | Kronstadt           | container                                  |
| Russia    | Lomonosov           | generali, container, metalli               |
| Russia    | Vyborg              | generali                                   |
| Russia    | Primorsk            | petrolio e derivati                        |
| Russia    | Vysock              | petrolio e carbone                         |
| Russia    | Ust Luga            | petrolio, gas, carbone, legname, container |
| Finlandia | Helsinki            | container                                  |
| Finlandia | Kotka               | container, legname, prodotti agricoli      |
| Finlandia | Hanko               | container, veicoli                         |
| Finlandia | Kilpilahti/Sköldvik | petrolio e derivati                        |
| Estonia   | Tallinn             | container, cereali                         |
| Estonia   | Paldiski            | Ro-Ro, rottami, torba, legname             |
| Estonia   | Sillamäe            | generali, container, veicoli               |

Il trasporto di passeggeri nel golfo comprende diverse linee di traghetti che collegano i seguenti porti: Helsinki e Hanko (in Finlandia), Marienham (Åland), Stoccolma e Kapellskär (Svezia), Tallinn e Paldiski (Estonia), Rostock (Germania), San Pietroburgo e Kaliningrad (Russia) e molte altre città.

### Pesca
Un'altra attività importante e storica nel golfo di Finlandia è la pesca, soprattutto sulla costa settentrionale nei pressi di Vyborg, Primorsk, e sulla costa meridionale nella zona di Ust-Luga. Le specie ittiche commerciali includono l'aringa, lo spratto, lo sperlano, il lavarello, l'abramide, il rutilo, il pesce persico, l'anguilla e la lampreda. All'inizio del XXI secolo si è registrato un calo nella cattura di pesci, causato principalmente dal cambiamento climatico e dall'intensa attività edilizia lungo le coste del golfo.

### Gasdotti
Una importante funzione economica e strategica del golfo di Finlandia è legata alla presenza di gasdotti, che trasportano il gas naturale proveniente dalla russia verso l'europa centrale. Nel settembre del 2005 venne firmato l'accordo per la costruzione della condotta sottomarina Nord Stream, che avrebbe collegato Vyborg alla città tedesca di Greifswald attraverso il mar Baltico, la quale è entrata in funzione nel 2011. Una seconda linea, il Nord Stream 2, è stata realizzata a partire dal 2015, incontrando diversi ostacoli tra i quali le minacce di sanzioni da parte degli Stati Uniti. Poco dopo il completamento del progetto nel 2022, entrambi i gasdotti sono stati danneggiati in un'operazione di sabotaggio.
Nel 2020 è entrato in funzione il gasdotto Balticconnector tra Finlandia ed Estonia, tuttavia ha subito anch'esso dei danneggiamenti ad ottobre 2023.

## Nella cultura di massa

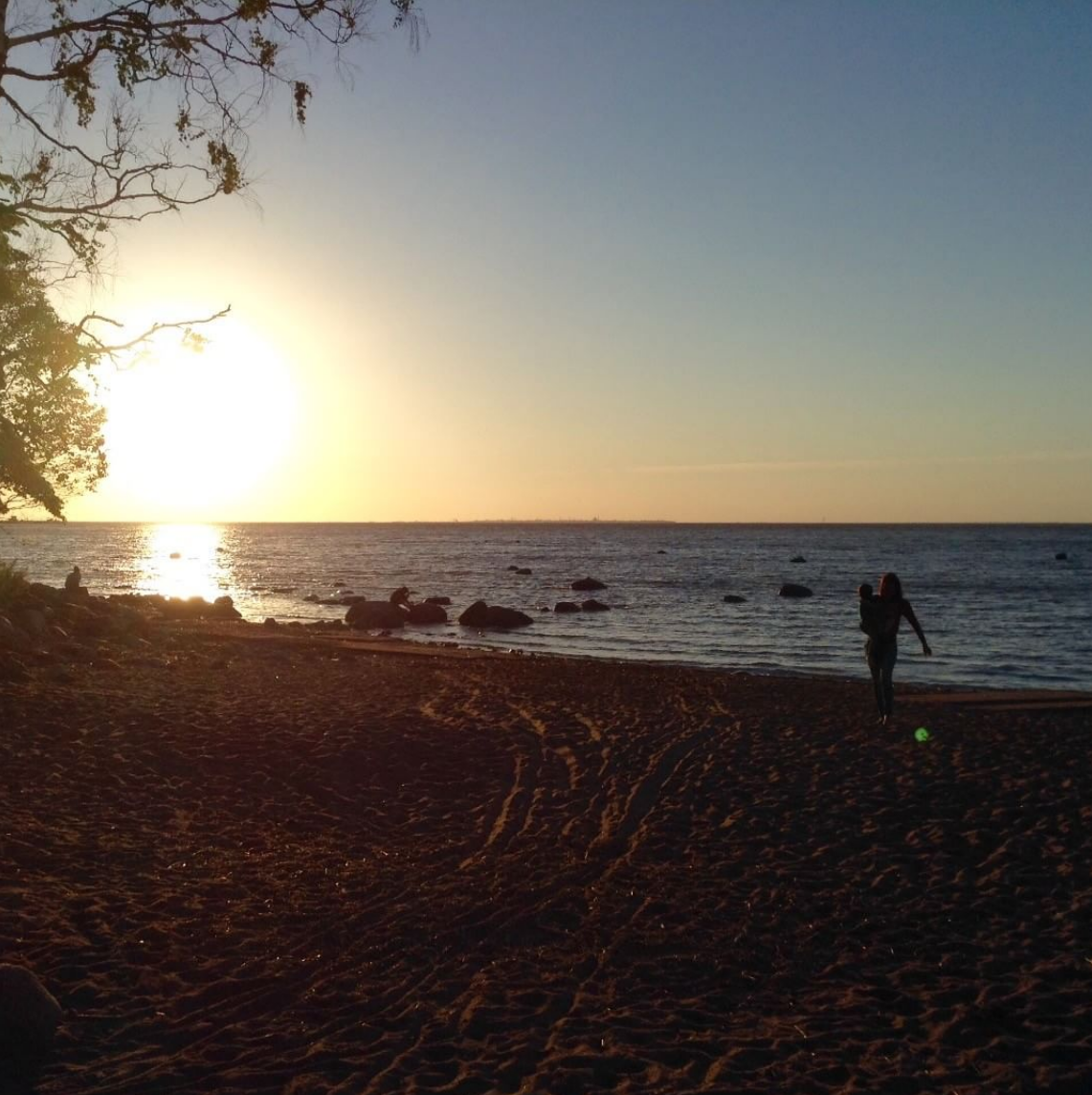
Tramonto sul golfo di Finlandia

Su un'isola del golfo è ambientato il romanzo Il libro dell'estate della scrittrice finlandese Tove Jansson.